# Gran Premio motociclistico delle Nazioni 1978
Il Gran Premio motociclistico delle Nazioni fu il quinto appuntamento del motomondiale 1978.
Si svolse il 13 e 14 maggio 1978 sul circuito del Mugello (sabato 13 i sidecar, domenica 14 le altre classi) alla presenza di circa 80.000 spettatori, e corsero tutte le classi.
Terza vittoria consecutiva per Kenny Roberts in 500.

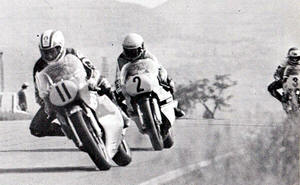
Lucchinelli e Roberts in una fase di gara

In 250 e 350 doppietta Kawasaki, in entrambi i casi con Kork Ballington davanti a Gregg Hansford.
Nuova vittoria per Eugenio Lazzarini e la MBA 125 dopo aver recuperato su Thierry Espié, inizialmente in testa. Ritirato Pier Paolo Bianchi a causa del cambio bloccato.
Lazzarini fu meno fortunato nella 50: il pesarese riuscì ad avviare la moto quando tutti gli altri concorrenti avevano già percorso due giri, e terminò la gara ultimo. A vincere fu Ricardo Tormo.
Nei sidecar nuova vittoria per Rolf Biland e il suo BEO, sempre più criticato dagli avversari.

## Classe 500

### Arrivati al traguardo
| Pos | Pilota            | Moto   | Tempo     | Punti |
| --- | ----------------- | ------ | --------- | ----- |
| 1   | Kenny Roberts     | Yamaha | 59' 17" 0 | 15    |
| 2   | Pat Hennen        | Suzuki | +6" 2     | 12    |
| 3   | Marco Lucchinelli | Suzuki | +35" 5    | 10    |
| 4   | Steve Baker       | Suzuki | +40" 4    | 8     |
| 5   | Barry Sheene      | Suzuki | +51" 4    | 6     |
| 6   | Wil Hartog        | Suzuki | +1' 07" 5 | 5     |
| 7   | Teuvo Länsivuori  | Suzuki | +1' 16" 3 | 4     |
| 8   | Philippe Coulon   | Suzuki | +2' 04" 1 | 3     |
| 9   | Boet van Dulmen   | Suzuki | +2' 04" 7 | 2     |
| 10  | Gianni Rolando    | Suzuki | +1 giro   | 1     |
| 11  | Nico Cereghini    | Suzuki | +1 giro   |       |
| 12  | Graziano Rossi    | Suzuki | +1 giro   |       |
| 13  | Franz Rau         | Suzuki | +1 giro   |       |
| 14  | Alex George       | Suzuki | +1 giro   |       |
| 15  | Roberto Coli      | Suzuki | +1 giro   |       |

### Ritirati
| Pilota                | Moto   | Motivo ritiro             |
| --------------------- | ------ | ------------------------- |
| Carlo Perugini        | Suzuki | incidente                 |
| Carlos de San Antonio | Suzuki | incidente                 |
| Carlo Paganini        | Suzuki | problemi al motore        |
| Virginio Ferrari      | Suzuki | problemi al motore        |
| Lorenzo Ghiselli      | Suzuki | problemi al motore        |
| Bruno Kneubühler      | Suzuki | problemi al motore        |
| Johnny Cecotto        | Yamaha | incidente                 |
| Michel Rougerie       | Suzuki | problemi al motore        |
| Pieraldo Cipriani     | Paton  | problemi alla frizione    |
| Steve Parrish         | Suzuki |                           |
| Christian Estrosi     | Suzuki | problemi alle sospensioni |
| Gregorio Mariani      | Suzuki | perdita d'olio            |
| Jack Findlay          | Suzuki | problemi al motore        |
| Takazumi Katayama     | Yamaha | perdita d'acqua           |
| Børge Nielsen         | Suzuki |                           |

### Non partito
| Pilota            | Moto   |
| ----------------- | ------ |
| Sergio Pellandini | Suzuki |

### Non qualificati
| Pilota             | Moto   |
| ------------------ | ------ |
| Ermanno Giuliano   | Yamaha |
| Sandro Moro        | Suzuki |
| Max Wiener         | Suzuki |
| Giorgio Gatti      | Yamaha |
| Massimo Scafoletti | Yamaha |

## Classe 350

### Arrivati al traguardo
| Pos | Pilota             | Moto       | Tempo     | Punti |
| --- | ------------------ | ---------- | --------- | ----- |
| 1   | Kork Ballington    | Kawasaki   | 54' 08" 0 | 15    |
| 2   | Gregg Hansford     | Kawasaki   | +0" 4     | 12    |
| 3   | Takazumi Katayama  | Yamaha     | +15" 9    | 10    |
| 4   | Michel Rougerie    | Yamaha     | +16" 2    | 8     |
| 5   | Franco Uncini      | Yamaha     | +41" 4    | 6     |
| 6   | Marco Lucchinelli  | Yamaha     | +51" 4    | 5     |
| 7   | Patrick Fernandez  | Yamaha     | +1' 01" 6 | 4     |
| 8   | Olivier Chevallier | Yamaha     | +1' 04" 9 | 3     |
| 9   | Vic Soussan        | Yamaha     | +1' 24" 5 | 2     |
| 10  | Mario Lega         | Morbidelli | +1' 35" 9 | 1     |
| 11  | Tom Herron         | Yamaha     | +1' 36" 0 |       |
| 12  | Pentti Korhonen    | Yamaha     | +1' 58" 0 |       |
| 13  | John Dodds         | Yamaha     | +1' 59" 2 |       |
| 14  | Gianfranco Bonera  | Yamaha     | +1 giro   |       |
| 15  | Hervé Moineau      | Yamaha     | +1 giro   |       |
| 16  | Giovanni Pelletier | Yamaha     | +1 giro   |       |
| 17  | Massimo Matteoni   | Yamaha     | +1 giro   |       |
| 18  | Giuseppe Consalvi  | Yamaha     | +1 giro   |       |
| 19  | Giorgio Gabellini  | Yamaha     | +1 giro   |       |

### Ritirati
| Pilota            | Moto   | Motivo ritiro |
| ----------------- | ------ | ------------- |
| Jon Ekerold       | Yamaha |               |
| Christian Sarron  | Yamaha |               |
| Sauro Pazzaglia   | Yamaha |               |
| Silvano Ricchetti | Yamaha |               |
| Pablo Scattorali  | Yamaha |               |
| Paolo Niccoli     | Yamaha |               |
| Felice Agostini   | Yamaha |               |
| Walter Migliorati | Yamaha |               |
| Franco Solaroli   | Yamaha |               |
| Gianni Rolando    | Yamaha |               |
| Pekka Nurmi       | Yamaha |               |

### Non qualificati
| Pilota              | Moto     |
| ------------------- | -------- |
| Richard Hubin       | Yamaha   |
| Raffaele Palatiello | Yamaha   |
| Franco Marcheggiani | Yamaha   |
| Raul Martini        | Yamaha   |
| Edoardo Elias       | Yamaha   |
| Lorenzo Ghiselli    | Yamaha   |
| Pierluigi Conforti  | Yamaha   |
| Anton Mang          | Kawasaki |
| Patrick Pons        | Yamaha   |
| Ray Quincey         | Yamaha   |
| Adelio Faccioli     | Yamaha   |
| Giancarlo Pelatti   | Yamaha   |
| Reino Eskelinen     | Yamaha   |

| Pilota            | Moto            |
| ----------------- | --------------- |
| Vanes Francini    | Yamaha          |
| Giovanni Proni    | Yamaha          |
| Walter Villa      | Harley-Davidson |
| Bruno Kneubühler  | Yamaha          |
| Alejandro Alemán  | Yamaha          |
| Sergio Pellandini | Yamaha          |
| Pietro Bonera     | Yamaha          |
| Remo Bianconcini  | Yamaha          |
| Giorgio Avveduti  | Yamaha          |
| Moreno Pescucci   | Yamaha          |
| Leif Gustafsson   | Yamaha          |
| José Cecotto      | Yamaha          |

## Classe 250

### Arrivati al traguardo
| Pos | Pilota              | Moto       | Tempo     | Punti |
| --- | ------------------- | ---------- | --------- | ----- |
| 1   | Kork Ballington     | Kawasaki   | 50' 23" 4 | 15    |
| 2   | Gregg Hansford      | Kawasaki   | +0" 0     | 12    |
| 3   | Franco Uncini       | Yamaha     | +51" 0    | 10    |
| 4   | Tom Herron          | Yamaha     | +1' 11" 0 | 8     |
| 5   | Patrick Fernandez   | Yamaha     | +1' 14" 9 | 6     |
| 6   | Mario Lega          | Morbidelli | +1' 15" 0 | 5     |
| 7   | Olivier Chevallier  | Yamaha     | +1' 21" 0 | 4     |
| 8   | Raymond Roche       | Yamaha     | +1' 21" 7 | 3     |
| 9   | Jean-François Baldé | Kawasaki   | +1' 57" 8 | 2     |
| 10  | Sadao Asami         | Yamaha     | +1' 57" 8 | 1     |
| 11  | Anton Mang          | Kawasaki   | +2' 12" 2 |       |
| 12  | Sauro Pazzaglia     | Yamaha     | +2' 13" 6 |       |
| 13  | John Dodds          | Yamaha     | +1 giro   |       |
| 14  | Franco Solaroli     | Yamaha     | +1 giro   |       |
| 15  | Vic Soussan         | Yamaha     | +1 giro   |       |
| 16  | Giuseppe Consalvi   | Yamaha     | +1 giro   |       |
| 17  | Franco Marcheggiani | Yamaha     | +1 giro   |       |
| 18  | Massimo Matteoni    | Yamaha     | +1 giro   |       |
| 19  | Erasmo di Giacinto  | Yamaha     | +1 giro   |       |

### Ritirati
| Pilota              | Moto            | Motivo ritiro |
| ------------------- | --------------- | ------------- |
| Kenny Roberts       | Yamaha          | abbandono     |
| Pentti Korhonen     | Yamaha          |               |
| Guy Bertin          | Yamaha          | caduta        |
| Christian Estrosi   | Yamaha          |               |
| Leif Gustafsson     | Yamaha          |               |
| Raffaele Palatiello | Yamaha          |               |
| Vanes Francini      | Yamaha          |               |
| Adelio Faccioli     | Yamaha          |               |
| Philippe Bouzanne   | Yamaha          |               |
| Jon Ekerold         | Yamaha          |               |
| Walter Villa        | Harley-Davidson | caduta        |

### Non qualificati
| Pilota            | Moto   |
| ----------------- | ------ |
| Giancarlo Pelatti | Yamaha |
| Peter Baláž       | Yamaha |
| Alfio Micheli     | Yamaha |
| Giovanni Proni    | Yamaha |
| Josef Hage        | Japol  |
| Carlos Lavado     | Yamaha |
| Germano Zanetti   | Yamaha |
| Romeo De Martin   | Yamaha |
| Ángel Nieto       | Yamaha |
| De Nicole         | Yamaha |
| Roland Freymond   | Yamaha |

## Classe 125

### Arrivati al traguardo
| Pos | Pilota                 | Moto       | Tempo     | Punti |
| --- | ---------------------- | ---------- | --------- | ----- |
| 1   | Eugenio Lazzarini      | MBA        | 46' 25" 1 | 15    |
| 2   | Maurizio Massimiani    | Morbidelli | +26" 2    | 12    |
| 3   | Harald Bartol          | Morbidelli | +29" 1    | 10    |
| 4   | Thierry Espié          | Motobécane | +29" 3    | 8     |
| 5   | Per-Edvard Carlsson    | Morbidelli | +49" 3    | 6     |
| 6   | Hans Müller            | Morbidelli | +54" 7    | 5     |
| 7   | Ángel Nieto            | Bultaco    | +1' 18" 6 | 4     |
| 8   | Jean-Louis Guignabodet | Morbidelli | +1' 27" 5 | 3     |
| 9   | Stefan Dörflinger      | Morbidelli | +1' 39" 3 | 2     |
| 10  | Enrico Cereda          | Morbidelli | +1' 48" 9 | 1     |
| 11  | Bruno Vasetti          | Morbidelli | +2' 05" 9 |       |
| 12  | Italo Zerbini          | Morbidelli | +3' 46" 9 |       |
| 13  | Ermanno Giuliano       | Morbidelli | +1 giro   |       |
| 14  | Riccardo Russo         | Morbidelli | +1 giro   |       |
| 15  | Ivan Palazzese         | Morbidelli | +1 giro   |       |
| 16  | Aldo Pero              | Morbidelli | +1 giro   |       |
| 17  | Juliaan Vanzeebroeck   | Morbidelli | +1 giro   |       |
| 18  | Yves Dupont            | Morbidelli | +1 giro   |       |
| 19  | Laurent Gomis          | Morbidelli | +1 giro   |       |
| 20  | François Granon        | Morbidelli | +1 giro   |       |
| 21  | Claudio Granata        | MBA        | +1 giro   |       |

### Ritirati
| Pilota             | Moto       | Motivo ritiro   |
| ------------------ | ---------- | --------------- |
| Felice Agostini    | Morbidelli |                 |
| Claudio Lusuardi   | Morbidelli |                 |
| Pierluigi Conforti | MBA        |                 |
| Maurizio Musco     | Morbidelli |                 |
| Guido Valli        | Aspes      |                 |
| Matti Kinnunen     | Morbidelli |                 |
| Karl Fuchs         | Morbidelli |                 |
| Thierry Noblesse   | Morbidelli |                 |
| Pier Paolo Bianchi | Minarelli  | cambio bloccato |

### Non qualificati
| Pilota             | Moto       |
| ------------------ | ---------- |
| Alberto Ieva       | Morbidelli |
| Peter Baláž        | Yamaha     |
| Luigi Schiavone    | Morbidelli |
| Fabrizio Frollani  | Morbidelli |
| Benga Johansson    | Morbidelli |
| Silvano Bertarelli | Morbidelli |
| Rino Pretelli      | Morbidelli |
| Guido Mancini      | Morbidelli |
| Germano Zanetti    | Morbidelli |
| Rafael Olavarria   | Morbidelli |
| Rolf Blatter       | Morbidelli |
| Patrick Plisson    | Morbidelli |

## Classe 50

### Arrivati al traguardo
| Pos | Pilota               | Moto       | Tempo     | Punti |
| --- | -------------------- | ---------- | --------- | ----- |
| 1   | Ricardo Tormo        | Bultaco    | 30' 39" 4 | 15    |
| 2   | Patrick Plisson      | ABF        | +2" 1     | 12    |
| 3   | Juliaan Vanzeebroeck | Kreidler   | +19" 4    | 10    |
| 4   | Rolf Blatter         | Kreidler   | +19" 7    | 8     |
| 5   | Stefan Dörflinger    | Kreidler   | +20" 0    | 6     |
| 6   | Aldo Pero            | Kreidler   | +20" 2    | 5     |
| 7   | Wolfgang Müller      | Kreidler   | +37" 3    | 4     |
| 8   | Alberto Ieva         | Morbidelli | +51" 9    | 3     |
| 9   | Salvatore Monreale   | UFO        | +54" 7    | 2     |
| 10  | Pierre Dumont        | Kreidler   | +1' 11" 8 | 1     |
| 11  | Daniel Corvi         | Kreidler   | +1' 12" 4 |       |
| 12  | Claudio Lusuardi     | Bultaco    | +1' 16" 5 |       |
| 13  | Enrico Cereda        | UFO        | +1' 39" 0 |       |
| 14  | Hagen Klein          | Kreidler   | +1 giro   |       |
| 15  | Claudio Granata      | UFO        | +1' 55" 6 |       |
| 16  | Charles Dumont       | Kreidler   | +2' 30" 5 |       |
| 17  | Gianni Ribuffo       | Bacchilega | +2' 38" 2 |       |
| 18  | Renzo Fabbri         | Silvestri  | +1 giro   |       |
| 19  | Mario Nanetti        | Derbi      | +1 giro   |       |
| 20  | Silvano Bertarelli   | MTK        | +1 giro   |       |
| 21  | Eugenio Lazzarini    | Kreidler   | +3 giri   |       |

### Ritirati
| Pilota           | Moto       | Motivo ritiro |
| ---------------- | ---------- | ------------- |
| Ingo Emmerich    | Kreidler   |               |
| Carlo Mollo      | Kreidler   |               |
| Luigi Rinaudo    | Tomos      |               |
| Sergio Zattoni   | Kreidler   |               |
| Jacky Hutteau    | Kreidler   |               |
| Ezio Mischiatti  | TGM        |               |
| Guido Mancini    | Iprem      |               |
| Thierry Noblesse | Morbidelli |               |
| Giorgio Paci     | Derbi      |               |
| Rudolf Kunz      | Kreidler   |               |

### Non qualificati
| Pilota               | Moto       |
| -------------------- | ---------- |
| Theo Timmer          | Kreidler   |
| Bruno di Carlo       | Kreidler   |
| Günter Schirnhofer   | Kreidler   |
| Ramón Galí           | Bultaco    |
| Luigi Schiavone      | Morbidelli |
| Giorgio Macchiavelli | UFO        |

## Classe sidecar
Per le motocarrozzette si trattò della 179ª gara effettuata dall'istituzione della classe nel 1949; si sviluppò su 20 giri, per una percorrenza di 104,900 km.
Pole position di Alain Michel/Stuart Collins (Seymaz-Yamaha); giro più veloce il 3° di Rolf Biland/Williams (BEO-Yamaha) in 2' 14" 7 a 140,179 km/h.

### Arrivati al traguardo
| Pos | Pilota               | Passeggero         | Moto          | Tempo     | Punti |
| --- | -------------------- | ------------------ | ------------- | --------- | ----- |
| 1   | Rolf Biland          | Williams           | BEO-Yamaha    | 45' 40" 2 | 15    |
| 2   | Werner Schwärzel     | Andreas Huber      | ARO-Fath      | +11" 5    | 12    |
| 3   | Jean-François Monnin | Philippe Miserez   | Seymaz-Yamaha | +39" 6    | 10    |
| 4   | Dick Greasley        | Gordon Russell     | Busch-Yamaha  | +46" 6    | 8     |
| 5   | Bruno Holzer         | Karl Meierhans     | LCR-Yamaha    | +1' 20" 1 | 6     |
| 6   | Yvan Trolliet        | Pierre Muller      | GEP-Yamaha    | +1' 26" 6 | 5     |
| 7   | Hermann Schmid       | Kenny Arthur       | Schmid-Yamaha | +1' 33" 2 | 4     |
| 8   | Jock Taylor          | Lewis Ward         | Windle-Yamaha | +1' 37" 2 | 3     |
| 9   | Ernst Trachsel       | Andreas Stäger     | TTM-Suzuki    | +1 giro   | 2     |
| 10  | George O'Dell        | Cliff Holland      | Seymaz-Yamaha |           | 1     |
| 11  | Siegfried Schauzu    | Lorenzo Puzo       | Busch-Yamaha  |           |       |
| 12  | Egbert Streuer       | Johan van der Kaap | Schmid-Yamaha | +2 giri   |       |
| 13  | Malcolm Hobson       | Kenny Birch        | Schmid-Yamaha |           |       |
| 14  | Bonanni              | Pellegrino         | BRM           |           |       |
| 15  | Vincenzi             | Mancini            | Suzuki        | +3 giri   |       |
| 16  | Passamonti           | Costantini         | n.d.          | +4 giri   |       |

### Ritirati
| Pilota           | Passeggero          | Moto          | Motivo ritiro |
| ---------------- | ------------------- | ------------- | ------------- |
| Otto Haller      | Rainer Gundel       | Yamaha        |               |
| Rolf Steinhausen | Wolfgang Kalauch    | Seymaz-Yamaha |               |
| Alain Michel     | Stuart Collins      | Seymaz-Yamaha |               |
| Bill Hodgkins    | John Parkins        | Windle-Yamaha |               |
| Giorgio Erba     | Walter Zanassi      | Yamaha        |               |
| Amedeo Zini      | Andrea Fornaro      | König         |               |
| Göte Brodin      | Per-Erik Wickström  | Windle-Yamaha |               |
| Wolfgang Stropek | Karl Altrichter     | Schmid-Yamaha |               |
| Max Venus        | Norbert Bittermann  | CAT-Yamaha    |               |
| Klaus Sprengel   | Manfred Kürnsteiner | Suzuki        |               |

## Fonti e bibliografia
- El Mundo Deportivo, 14 maggio 1978, pag. 31 e 15 maggio 1978, pag. 41
- La Stampa, 13 maggio 1978, pag. 19, 14 maggio 1978, pag. 17 e 15 maggio 1978, pag. 17
- Motociclismo giugno 1978, pagg. 170-177
- Risultati della 500 su autosport.com, su autosport.com.